# Jacky Ido
Jacky Ido, właściwie Jean Jacques Ido (ur. 14 maja 1977 w Wagadugu, stolicy Burkina Faso, w Afryce Zachodniej) – francuski aktor, reżyser i scenarzysta. Wystąpił w roli Lemaliana Mamutelilego w adaptacji powieści Corinne Hofmann Biała Masajka.

## Filmografia

### Filmy
- 2005: Biała Masajka (Die Weisse Massai) jako Lemalian Mamutelil
- 2006: Les Enfants du pays jako Lamine
- 2007: Décroche jako Jacky
- 2007: Gorycz tropików (Tropiques amers) jako Koyaba
- 2008: Aide-toi et le ciel t’aidera jako Fer
- 2009: Bękarty wojny (Inglourious Basterds) jako Marcel
- 2012: Lockout jako Hock
- 2012: Django jako niewolnik (niewymieniony w czołówce)

### Seriale
- 2014: Taxi Brooklyn jako Leo Romba
- 2016: Blef jako Jules Dao
- 2019: The Widow jako Emmanuel Kazadi